# Hideaki Kitajima
Hideaki Kitajima, född 23 maj 1978 i Chiba prefektur, Japan, är en japansk före detta fotbollsspelare.